# Carolina Liar
Carolina Liar – amerykański zespół rockowy założony w Los Angeles. Główny wokalista – Chad Wolf, pochodzi z Charleston w Karolinie Południowej, ale zespół oraz większość jego członków pochodzi ze Szwecji.
Zespół jest najbardziej znany ze swojej piosenki zatytułowanej „I’m Not Over”, pochodzącej z debiutanckiego albumu Coming to Terms, wyprodukowanego przez szwedzkich producentów – Martina „Max Martina” Sandberga & Johana Schustera.
Zespół wystąpił 3 lutego 2009 roku w odcinku serialu 90210. Zagrał w nim swoją piosenkę „Show Me What I’m looking for” oraz „I’m Not Over”.
27 września 2011 roku ukazał się drugi album zespołu pt. Wild Blessed Freedom. Pierwszym singlem z płyty była piosenka Drown.

## Dyskografia
Albumy
| 2008                           | Coming To Terms - Data: 19 maja 2008 - Wydawca: Atlantic Records, Maratone AB | 140 |
| 2011                           | Wild Blessed Freedom - Data: 27 września 2011 - Wydawca: Maratone AB          | –   |
| „–” pozycja nie była notowana. |                                                                               |     |

Single
| Rok  | Tytuł                          | US  | US Mod | Album           |
| ---- | ------------------------------ | --- | ------ | --------------- |
| 2008 | „I’m Not Over”                 | 119 | 3      | Coming to Terms |
| 2008 | „Show Me What I’m Looking For” | –   | 28     | Coming to Terms |
| 2009 | „Coming to Terms”              | –   | –      | Coming to Terms |